# Ayrton Vieira de Moraes
Pour les articles homonymes, voir Vieira et De Moraes.
Ayrton (Airton) Vieira de Moraes dit Sansão, né le 14 février 1929 et mort le 29 octobre 2013, est un arbitre de football de nationalité brésilienne. 

## Carrière
Il est arbitre international entre 1965 et 1979. Il a officié dans une compétition majeure : 
- Coupe du monde de football de 1970 (1 match)

Il est aussi footballeur à America Clube Futebol en tant qu'arrière droit.